# ジン・キニスキー
ジン・キニスキー（Gene Kiniski、本名：Eugene Nicholas Kiniski、1928年11月23日 - 2010年4月14日）は、カナダのプロレスラー。アルバータ州エドモントン出身。ポーランド系カナダ人。
第3代AWA世界ヘビー級王者、第45代NWA世界ヘビー級王者。日本では「荒法師」の異名で呼ばれ、ジャイアント馬場と名勝負を繰り広げた。

## 来歴
アリゾナ大学在籍時からアメリカンフットボール選手として名を馳せ、卒業後はCFLのエドモントン・エスキモーズに在籍しつつ、カルガリーでスチュ・ハートのコーチを受け1952年からプロレスラーとしても活動を開始。1954年よりプロレスに専念するようになる。以降、北米の主要テリトリーをヒールのポジションで転戦、キラー・コワルスキーやジョニー・バレンタインと並んで「ポーランド系の三凶鬼」として畏怖された。
本拠地のカナダでは1957年5月2日、トロントにてパット・オコーナーから英連邦カナダ版のNWA大英帝国ヘビー級王座を奪取。6月12日にはモントリオールにてエドワード・カーペンティアを下し、同地区認定の世界ヘビー級王座を獲得。タッグでは10月31日にトロントにてフリッツ・フォン・エリックと組み、オコーナー&ホイッパー・ビリー・ワトソンからNWAカナディアン・オープン・タッグ王座を奪取した。
1960年よりAWA圏に参戦し、12月6日にウイルバー・スナイダーからUSヘビー級王座を奪取。翌1961年7月7日、セントポールにてバーン・ガニアを破りAWA世界ヘビー級王座を獲得、第3代王者となる。1965年8月21日にはインディアナポリスにてディック・ザ・ブルーザーを下し、WWA世界ヘビー級王座も獲得した。この間、1964年4月には日本プロレスのワールドリーグ戦に初来日、豊登と決勝戦を争ったほか、カリプス・ハリケーンと組んで5月14日に豊登&吉村道明からアジアタッグ王座を奪取。2週間後に豊登&ジャイアント馬場に奪回されるが、これが馬場にとって国内初タイトルとなった。
1964年10月からはWWWFにも参戦しており、11月16日と12月14日にニューヨークのマディソン・スクエア・ガーデンにおいて、ブルーノ・サンマルチノのWWWF世界ヘビー級王座に連続挑戦。翌1965年2月4日にはワシントンDCにてワルドー・フォン・エリックをパートナーに、ジェリー・グラハム&ルーク・グラハムからUSタッグ王座を奪取、4月8日にゴリラ・モンスーン&ビル・ワットに敗れるまで戴冠した。
1966年1月7日、セントルイスのキール・オーディトリアムにてルー・テーズを破りNWA世界ヘビー級王座を獲得、第45代王者となる。団体として全盛期にあった時代のAWAとNWAの両世界ヘビー級王座を獲得したのは類例のない記録である。1967年8月にはNWA世界王者として日本プロレスに再来日、防衛戦は行われなかったものの、8月14日に大阪球場にて馬場のインターナショナル・ヘビー級王座に挑戦、双方65分間闘い抜き（試合時間60分と延長戦5分）、馬場が後年自身のベストマッチに選ぶほどの名勝負となった。
1969年2月11日、ドリー・ファンク・ジュニアに敗れてNWA世界王座から陥落するも、8日後の2月19日にはハワイでトール・タナカから北米ヘビー級王座を奪取するなど、その後も第一線で活躍。1970年12月3日には大阪府立体育館にて馬場を破り、第6代インターナショナル・ヘビー級王者となっている。その2日前の12月1日には東京都体育館にてバレンタインと組み、馬場&アントニオ猪木のBI砲が保持していたインターナショナル・タッグ王座にも挑戦。馬場と猪木の日本プロレス離脱後の1972年暮れの来日では12月2日に蔵前国技館にてボボ・ブラジルと組み、空位となっていた同タッグ王座を坂口征二&大木金太郎と争った。12月8日の静岡大会ではキラー・カール・コックスをパートナーに、坂口&吉村道明が保持していたアジアタッグ王座にも挑戦している他、12月14日の岐阜大会では坂口が保持していたUNヘビー級王座にも挑戦している。
1968年から1983年にかけては、カナダのバンクーバーでNWAオールスター・レスリングを主宰、レスラー兼プロモーターとしても活動した。同団体のフラッグシップ・タイトルであるNWA太平洋岸ヘビー級王座には、1970年から1978年にかけて、マーク・ルーイン、ドン・レオ・ジョナサン、ガイ・ミッチェル、ビッグ・ジョン・クインらを破り、通算7回戴冠している。他地区では、1973年3月16日にセントルイスにてテリー・ファンクを下し、NWAのナンバー2タイトルとされていたミズーリ・ヘビー級王座を獲得、10月13日にハーリー・レイスに敗れるまで保持していた。
日本プロレス崩壊後、1974年3月に全日本プロレスに初登場。1975年4月にはチャンピオン・カーニバルの第3回大会に出場、馬場と決勝を争った。現役選手としての最後の来日となる1979年4月の参戦時にはジャンボ鶴田のUNヘビー級王座に挑戦する予定だったが、コンディションを崩していたためマイク・シャープ・ジュニアに挑戦権を譲っている。
その後はセミリタイア状態となるも、1982年まで各テリトリーへの出場を続け、同年6月にはNWAミッドアトランティック地区にてジェイク・ロバーツやジェイ・ヤングブラッドから勝利を収めている。以降は1985年まで年1回のペースでキール・オーディトリアムのリングに上がり、1983年6月10日にはディック・マードック、1984年1月6日にはブルーザーと組んでケン・パテラ&クラッシャー・ブラックウェル、1985年2月15日にはワフー・マクダニエルと対戦した。
引退後は、1987年11月16日に行われたWWFのニュージャージー州メドーランド大会でのオールドタイマーズ・バトルロイヤルにテーズ、オコーナー、ブラジル、カーペンティア、コワルスキー、クラッシャー・リソワスキー、レイ・スティーブンス、ニック・ボックウィンクル、ペドロ・モラレスなど、かつての戦友と共に出場した。
日本にもレジェンドとして招かれ、1993年6月1日にはジャイアント馬場5000試合達成記念試合のスペシャルゲストとして全日本プロレスの日本武道館大会に登場、馬場から歓迎の花束を贈られた。
1999年5月2日にはジャイアント馬場没後の「引退記念試合」に際し、馬場&ザ・デストロイヤーの対戦相手としてサンマルチノと共に指名され来日。自身が生前の馬場と戦っている映像が流れた際には、皆が静観する中で一人握り締めた拳を振りかざしていた。キニスキーはその後の挨拶で「ババ、君は偉大なスポーツマン、レスラー、アスリートであり、本物のプロフェッショナル・レスラーだった。私は君と日米で闘えたことを誇りに思う」と馬場を称えた。
2000年秋には全日本プロレスの分裂による三冠王者空位を受けて行われた「新三冠王者決定トーナメント」の立会人として来日している。
2010年4月14日、癌のため81歳で死去した。

## 得意技
- シュミット式バックブリーカー
- キチンシンク
- ニー・ドロップ
- ショルダー・ブロック
- パイルドライバー
- バックドロップ

## 獲得タイトル
ナショナル・レスリング・アライアンス
- NWA世界ヘビー級王座：1回[12]

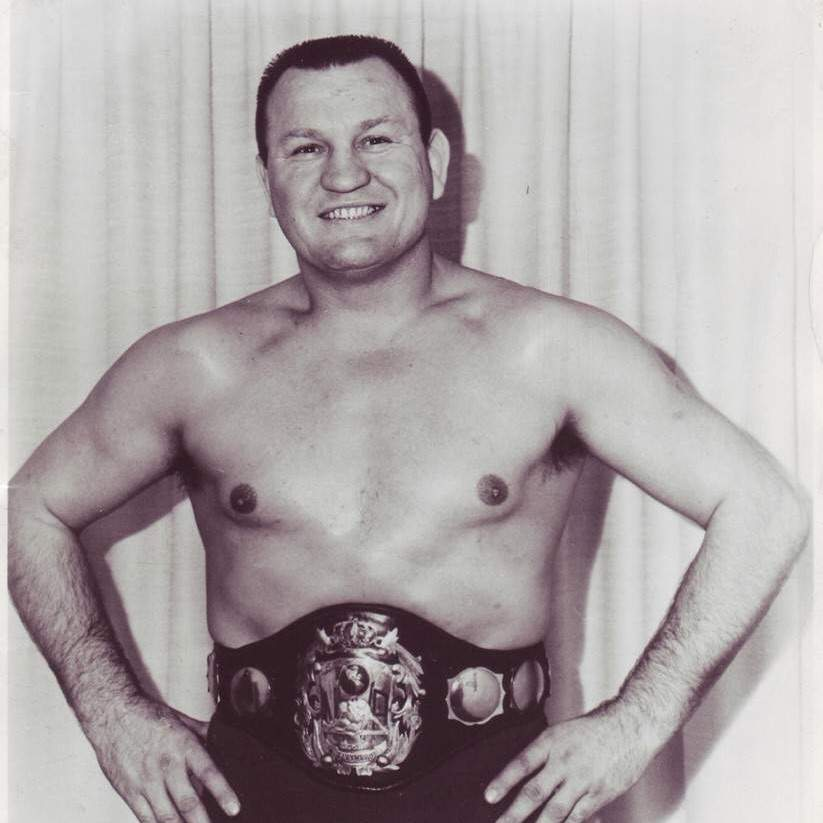
NWA世界ヘビー級王者時代（1966年）

- NWA大英帝国ヘビー級王座（カナダ版）：4回[3]
- NWA殿堂：2009年[27]

NWAサンフランシスコ
- NWA世界タッグ王座（サンフランシスコ版）：3回（w / ロード・ブレアース）[28]

NWAロサンゼルス
- NWAインターナショナルTVタッグ王座（ロサンゼルス版）：1回（w / ジョン・トロス）[29]

NWAウエスタン・ステーツ・スポーツ
- NWAインターナショナル・ヘビー級王座（アマリロ版）：1回
- NWAサウスウエスト・タッグ王座：1回（w / フリッツ・フォン・エリック）[30]

NWAミッドパシフィック・プロモーションズ
- NWA北米ヘビー級王座（ハワイ版）：3回[14]
- NWAハワイ・ヘビー級王座：2回
- NWAハワイ・タッグ王座：1回（w / ロード・ブレアース）

セントルイス・レスリング・クラブ
- NWAミズーリ・ヘビー級王座：1回[19]

サウスウエスト・スポーツ・インク
- NWAテキサス・ヘビー級王座：1回[31]
- NWAテキサス・タッグ王座：1回（w / Len Crosby）[32]

メープル・リーフ・レスリング
- NWAカナディアン・オープン・タッグ王座：2回（w / フリッツ・フォン・エリック、ドン・レオ・ジョナサン）[5]

NWAオールスター・レスリング
- NWA太平洋岸ヘビー級王座：7回[18]
- NWA太平洋岸タッグ王座：3回（w / キラー・コワルスキー、ハードボイルド・ハガティ×2）[33]
- NWAカナディアン・タッグ王座（バンクーバー版）：10回（w / ミスターX×2、ドン・レオ・ジョナサン、ボブ・ブラウン×2、ザ・ブルート、ダッチ・サベージ、ミスター・サイトー、デール・ルイス、Seigfried Steinke）[34]

アメリカン・レスリング・アソシエーション
- AWA世界ヘビー級王座：1回[7]
- AWA世界タッグ王座：2回（w / ハードボイルド・ハガティ）[35]
- AWA USヘビー級王座：1回[6]

ワールド・ワイド・レスリング・フェデレーション
- WWWF USタッグ王座：1回（w / ワルドー・フォン・エリック）[11]

ワールド・レスリング・アソシエーション（インディアナポリス）
- WWA世界ヘビー級王座：1回[8]

モントリオール・アスレティック・コミッション
- MAC世界ヘビー級王座：1回[4]

日本プロレス
- インターナショナル・ヘビー級王座：1回[15]
- アジアタッグ王座：1回（w / カリプス・ハリケーン）[9]

## 追記
- そのケレン味のない剛刀一閃型の豪快なファイトスタイルから「闘うチャンピオン」「ファイティング・マシーン」などとも呼ばれ、キニスキーのような豪傑タイプからドリー・ファンク・ジュニアのような技巧派にNWA世界王座が移ったことにより、プロレスの流れは変わったとも言われた[1]。ジャイアント馬場はキニスキーを「力で世界を制した最後の大チャンピオン」と評した[36]。
- 大変血の気の多い性格で、70歳近くになってもOB会でルー・テーズと取っ組み合い寸前の喧嘩をしたほどである。しかし馬場とのエピソードで垣間見られるような義理堅い人格者であるためか、憎まれるようなことはなかった。
- 長男のケリー・キニスキーと次男のニック・キニスキーも元プロレスラーであり、1980年代にケリーはMACWやWCCW、ニックはWWFやAWAで活動していた[37][38]。